# Oye-Plage
Oye-Plage (flämisch: Ooie) ist eine französische Gemeinde mit 5716 Einwohnern (Stand: 1. Januar 2022) im Département Pas-de-Calais in der Region Hauts-de-France. Sie gehört seit 2017 zum Arrondissement Calais (zuvor Saint-Omer) und zum Kanton Marck. Die Einwohner werden Ansériens genannt.

## Geschichte
Als Ogia (frühgermanisch wohl Insel) wird der Ort bereits im 8. Jahrhundert erwähnt.

## Geographie
Oye-Plage ist die nördlichste Gemeinde des Départements Pas-de-Calais. Sie liegt an der Nordsee. Nachbargemeinden sind Grand-Fort-Philippe (ndl.: "Groot Filipsfort") im Osten, Saint-Folquin (ndl.: "Sint Volkwin") und Saint-Omer-Capelle (ndl.: "Sint Omaarskapel") im Südosten, Nouvelle-Église (ndl.: "Hereweg") und Vieille-Église (ndl.: "Oudekerke") im Süden, Offekerque (ndl.: "Hofkerke") im Südwesten sowie Marck (ndl.: "Merk") im Westen.

## Bevölkerungsentwicklung
| Jahr      | 1962 | 1968 | 1975 | 1982 | 1990 | 1999 | 2006 | 2011 |
| --------- | ---- | ---- | ---- | ---- | ---- | ---- | ---- | ---- |
| Einwohner | 3014 | 3008 | 2482 | 4479 | 5678 | 5882 | 5714 | 5387 |

## Sehenswürdigkeiten
- Kirche Saint-Médard, erbaut von 1863 bis 1880 mit Turm von 1553
- Schiefer Turm, ehemaliger Leitstand für die naheliegende Batterie. Dieser Leitstand wurde in der Form eines Kirchturms gebaut um herannahende Flieger zu täuschen
- Ruinen des Château d’Oye, 1439 Ort des Friedens zwischen England und Frankreich
- Windmühle aus Ziegelsteinen
- britischer Soldatenfriedhof
- Naturreservat Platier d’Oye (Vogelschutzgebiet)